# Zikmund Ziga
Zikmund Ziga (též Zýga, Vaníček) († po r. 1577) byl pražský měšťan a bakalář, překladatel a vydavatel knih s náboženskou (protestantskou) tematikou.
Byl synem měšťana (řezníka) Zigy Vaníčkovic. Roku 1540 se zapsal na Wittenberskou univerzitu; o tři roky později se stal bakalářem. Po otci získal majetek na Starém Městě Pražském. Podniknul cesty do Polska a Německa.
Roku 1544 vyšel jeho překlad Lutherova Vojenského kázání proti Turku. Přeložil a vydal roku 1546 v Norimberku české překlady dvou spisů Jana Kalvína a jednoho Philippa Melanchtona. Roku 1577 dokončil český překlad Melanchtonova spisu Corpus doctrinae, pro nějž nemohl sehnat vydavatele.